# Rzeczyca Księża
Rzeczyca Księża (prononciation : [ʐɛˈt͡ʂɨt͡sa ˈkɕɛ̃ʐa]) est un village polonais de la gmina de Trzydnik Duży dans le powiat de Kraśnik de la voïvodie de Lublin dans l'est de la Pologne.
Il se situe à environ 6 kilomètres à l'est de Trzydnik Duży (siège de la gmina), 6 kilomètres au sud de Kraśnik (siège du powiat) et 50 kilomètres au sud-ouest de Lublin (capitale de la voïvodie).
Le village comptait approximativement une population de 830 habitants en 2006.

## Histoire
De 1975 à 1998, le village est attaché administrativement à la voïvodie de Tarnobrzeg.

Depuis 1999, il fait partie de la voïvodie de Lublin.